# Kazimierz Szosland
Kazimierz Szosland (n. 21 februarie 1891, Grzymaczew⁠(d), Gmina Błaszki⁠(d), voievodatul Łódź, Polonia – d. 20 aprilie 1944, Grodzisk Mazowiecki, Mazovia, Polonia) a fost un ofițer ce a reprezentat Polonia, medaliat olimpic. A participat la 2 ediții ale Jocurilor Olimpice (1924, 1928) în care a câștigat o medalie de argint.